# Xavier Palud
Xavier Palud París, 21 de juny de 1970) és un guionista i director de cinema francès.

## Filmografia

### Cinema
- 2006 : Ils (guió i direcció) amb David Moreau
- 2008 : The Eye codirigida amb David Moreau
- 2012 : À l'aveugle

### Televisió
- 2011 : XIII: The Series (temporada 1, episodi 4)[3]
- 2015 : Intrusion